# Kurt Schumacher (scultore)
Kurt Schumacher (Stoccarda, 6 maggio 1905 – Berlino, 22 dicembre 1942) è stato uno scultore tedesco comunista, membro della Resistenza tedesca nel gruppo noto come Orchestra Rossa. Sposò la pittrice antifascista Elisabeth Schumacher.

## Biografia

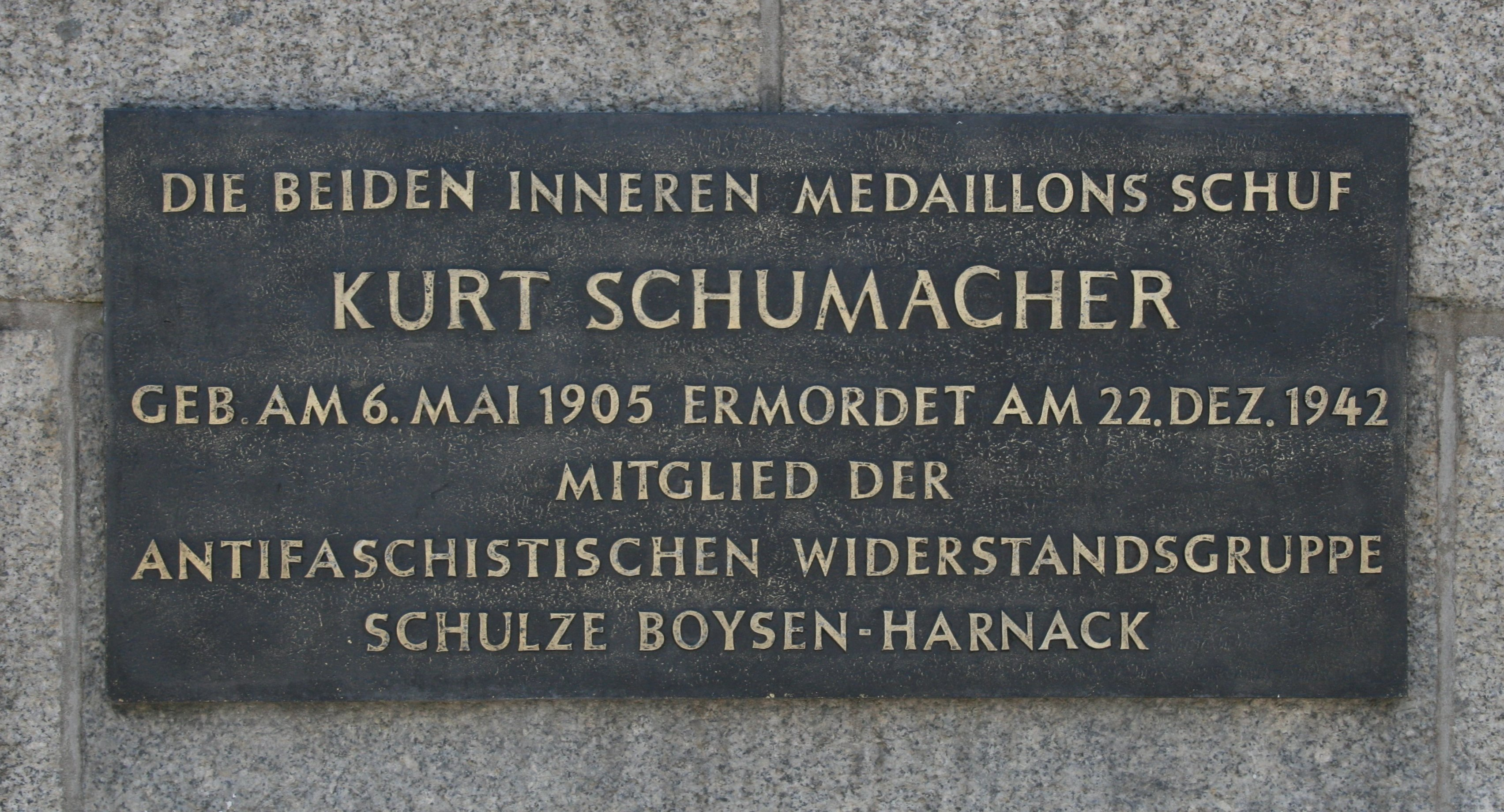
Targa commemorativa per Kurt Schumacher allo Schleusenbrücke di Berlino.

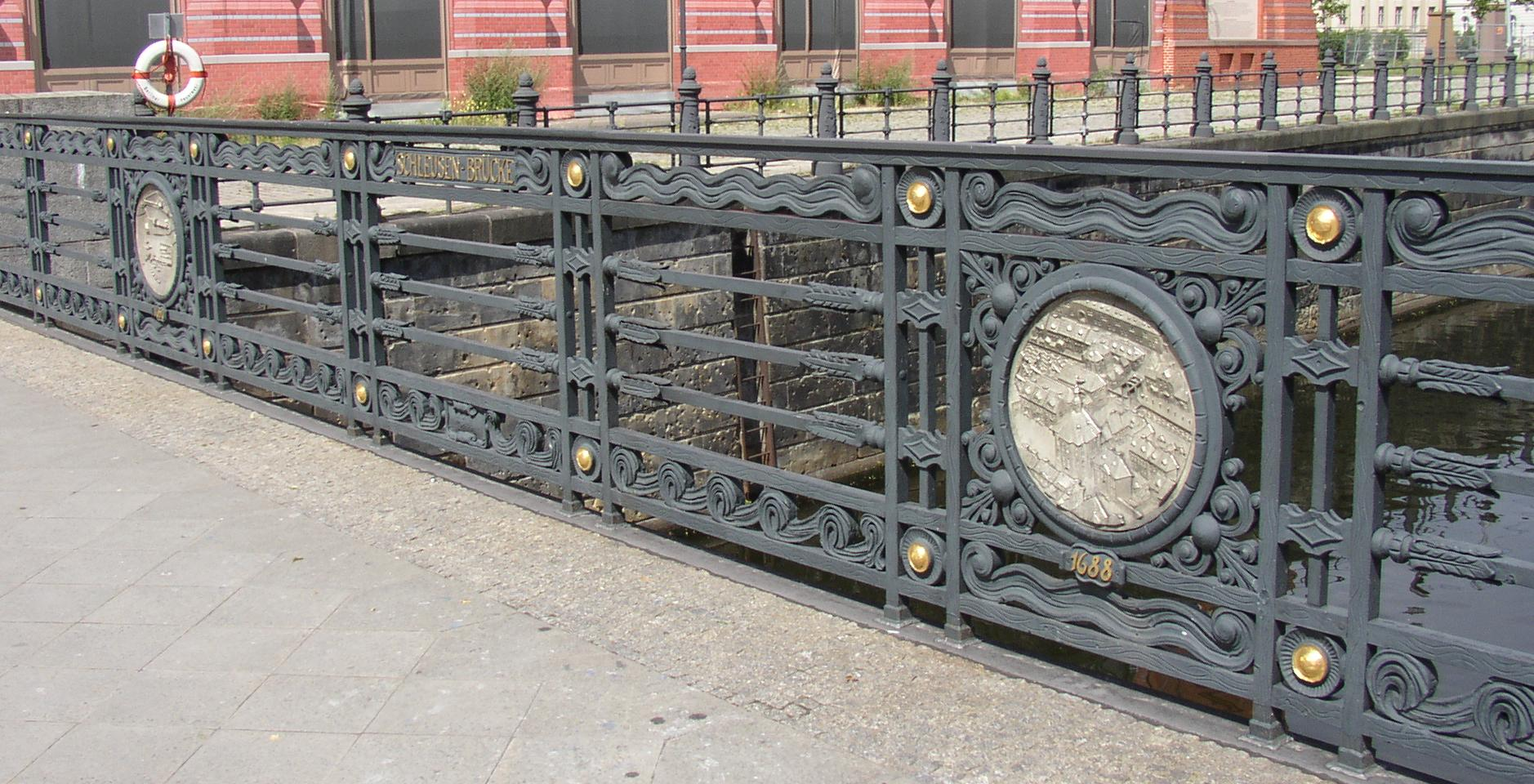
Il ponte Schleusenbrücke con il medaglione di Schumacher.

Nacque a Stoccarda, all'età di 14 anni si trasferì a Berlino per iniziare un apprendistato come intagliatore di legno. Inizialmente lavorò con l'intagliatore berlinese Alfred Böttcher e in seguito lavorò e studiò con Ludwig Gies, prima presso la Scuola del Museo delle Arti Decorative (Unterrichtsanstalt des Kunstgewerbemuseums), e poi, nel 1935, come studente nel master presso la Vereinigten Staatsschulen für Freie und Angewandte Kunst (VSS), la Scuola Statale di Arti Libere e Applicate di Berlino.
A partire dal 1932, lavora alla rivista Der Gegner dove incontra Harro Schulze-Boysen. Harro e sua moglie Libertas gli presentarono Hans Coppi, Heinrich Scheel e Eugen Neutert: le discussioni politiche rafforzarono la loro crescente resistenza al nazismo. L'atelier del VSS divenne una sorta di "bacheca della cospirazione", dove le persone legate alla Resistenza potevano associarsi con il pretesto di lavorare come modelli. Nel 1934, sposò la pittrice e graphic designer Elisabeth Hohenemser.
Nel 1939, aiutò Rudolf Bergtel, evaso dalla prigione di Aschendorf-Moor, a fuggire in Svizzera. Nel 1941, fu arruolato nella Wehrmacht e nel 1942, rischiando molto, pubblicò un volantino intitolato "Lettera aperta al fronte orientale". Diede anche rifugio all'agente Albert Hößler, che arrivò da Mosca all'inizio di agosto del 1942. Per protestare contro l'attacco nazionalsocialista a Gies, si dimise dalla sua posizione privilegiata di studente modello (questa designazione significa che aveva un atelier "suo", anche se condiviso con Fritz Cremer).
Fu arrestato il 12 settembre 1942, il 19 dicembre 1942 fu condannato a morte dal Reichskriegsgericht. Tre giorni dopo, il 22 dicembre 1942, fu impiccato nella prigione di Plötzensee, solo quarantacinque minuti prima dell'esecuzione della moglie Elisabeth.

## Memoria
Il 12 settembre 1942, durante il suo arresto, la Gestapo distrusse il suo studio a Berlino, compresa una grande quantità di opere d'arte. Tra le opere superstiti vi sono due medaglioni da lui progettati per il ponte Schleusenbrücke di Berlino, una testa di basalto e un blocco di stampa per l'illustrazione Totentanz del Deutsche Historische Museum.
Un dipinto del 1941 di Carl Baumann, intitolato "Rote Kapelle Berlin", si trova presso l'Akademie der Künste, dove spesso si riuniva il gruppo della Resistenza di Schumacher.

## Onorificenze
Nel 1932 Schumacher ricevette un premio per una scultura figurativa dall'Akademie der Künste.